# Tournoi britannique de rugby à XV 1897
Navigation
Tournoi 1896 Tournoi 1898
Le tournoi britannique de rugby à XV 1897 (du 9 janvier au 13 mars 1897) est incomplet en raison du boycott de l'équipe du pays de Galles par les équipes d'Irlande et d'Écosse pour des allégations de professionnalisme, l'affaire Gould.

## Classement
Ce classement est non officiel, deux matches n'ayant pas été joués. Seule certitude, l'Angleterre, ayant joué ses trois matches, termine dernière du tournoi.
| Nations        | J | V | N | D | PP | PC | Δ   | Pts |
| -------------- | - | - | - | - | -- | -- | --- | --- |
| Pays de Galles | 1 | 1 | 0 | 0 | 11 | 0  | +11 | 2   |
| Irlande (T)    | 2 | 1 | 0 | 1 | 16 | 17 | -1  | 2   |
| Écosse         | 2 | 1 | 0 | 1 | 11 | 15 | -4  | 2   |
| Angleterre     | 3 | 1 | 0 | 2 | 21 | 27 | -6  | 2   |

Attribution des points de classement (Pts) :
2 points pour une victoire, 1 point en cas de match nul, rien pour une défaite.

## Résultats
Les rencontres se font le samedi :
| 9 janvier 1897 0Rodney Parade, Newport | Pays de Galles | 11 - 0 | Angleterre |
| 6 février 1897 0Lansdowne Road, Dublin | Irlande        | 13 - 9 | Angleterre |
| 20 février 1897 0Powderhall, Édimbourg | Écosse         | 08 - 3 | Irlande    |
| 13 mars 1897 0Fallowfield, Manchester  | Angleterre     | 12 - 3 | Écosse     |

## Feuilles de match

### Pays de Galles - Angleterre
| 9 janvier 1897 | Pays de Galles Capitaine : A Gould                                        | 11 - 0 | Angleterre Capitaine : E Taylor | Rodney Parade, Newport Arbitre : J Magee |
| 9 janvier 1897 | Essai(s) : 3 Pearson, Boucher, D Jones Transformation(s) : 1/3 W Bancroft |        |                                 | Rodney Parade, Newport Arbitre : J Magee |
| 9 janvier 1897 |                                                                           |        |                                 | Rodney Parade, Newport Arbitre : J Magee |

### Irlande - Angleterre
| 6 février 1897 | Irlande Capitaine : E Forrest                        | 13 - 9 (10-3) | Angleterre Capitaine : E Taylor               | Lansdowne Road, Dublin 15 000 spectateurs Arbitre : D Findlay |
| 6 février 1897 | Essai(s) : 3 W Gardiner (2), Bulger Drop(s) : Bulger |               | Essai(s) : G Robinson Pénalité(s) : 2 J Byrne | Lansdowne Road, Dublin 15 000 spectateurs Arbitre : D Findlay |
| 6 février 1897 |                                                      |               |                                               | Lansdowne Road, Dublin 15 000 spectateurs Arbitre : D Findlay |

### Écosse - Irlande
| 20 février 1897 | Écosse Capitaine : MacMillan                                              | 8 - 3 (0-3) | Irlande Capitaine : E Forrest | Powgerhall, Édimbourg Arbitre : E Holmes |
| 20 février 1897 | Essai(s) : G Turnbull Transformation(s) : TM Scott Pénalité(s) : TM Scott |             | Essai(s) : Bulger             | Powgerhall, Édimbourg Arbitre : E Holmes |
| 20 février 1897 |                                                                           |             |                               | Powgerhall, Édimbourg Arbitre : E Holmes |

### Angleterre - Écosse
| 13 mars 1897 | Angleterre Capitaine : E Taylor                                                     | 12 - 3 | Écosse Capitaine : MacMillan | Fallowfield, Manchester 15 000 spectateurs Arbitre : J Magee Modèle:Irlande rugbdy- |
| 13 mars 1897 | Essai(s) : 2 E Fookes, G Robinson Transformation(s) : 1/2 J Byrne Drop(s) : J Byrne |        | Essai(s) : A Bucher          | Fallowfield, Manchester 15 000 spectateurs Arbitre : J Magee Modèle:Irlande rugbdy- |
| 13 mars 1897 |                                                                                     |        |                              | Fallowfield, Manchester 15 000 spectateurs Arbitre : J Magee Modèle:Irlande rugbdy- |